# Вежновець Марина Валеріївна
Марина Валеріївна Вежновець (нар.. 4 жовтня 1978, Мінськ, Білоруська РСР, СРСР) — білоруська балерина, провідний майстер сцени Великого театру опери і балету Республіки Білорусь, Заслужена артистка Республіки Білорусь.

## Біографія
У дитинстві займалася художньою гімнастикою, має звання кандидат у майстри спорту. Пізніше Марина Вежновець захопилася балетом і вступила до Білоруського державного хореографічного коледжу, який успішно закінчила. До 8-го класу поєднувала заняття в обох сферах, потім зробила вибір на користь балету.
У 1997 році закінчила коледж (клас народної артистки Білорусі Ірини Савельєвої) і була прийнята в трупу Національного академічного Великого театру опери і балету Республіки Білорусь. Танцювала на сцені в 1997—2008 роках. Першою партією Марини стала партія Кітрі у виставі «Дон Кіхот».
Викладачем Марини Вежновець стала народна артистка Білорусі Людмила Бржозовська, яка відгукувалася про неї як про дуже красиву балерину і гідну артистку.
10 жовтня 2008 року вийшла заміж за партнера по трупі Юрія Ковальова.
У 2008—2009 роках була солісткою трупи Санкт-Петербурзького театру балету Костянтина Тачкіна (SPBT) і виступала з ним у Парижі на престижній сцені Театру Єлисейських Полів, чудово виконавши партію Гамзатті в балеті «Баядерка» (її сценічний партнер Юрій Ковальов успішно станцював у ньому партію Солора), у Лондоні (Лондонський Колізей), в Іспанії. Під час роботи в театрі педагогом Марини (і її чоловіка) була народна артистка Росії Любов Кунакова (у минулому зірка Маріїнського театру, сьогодні один з найкращих жіночих педагогів — репетиторів в світі).
Крім цього виступала (в тому числі у складі білоруського театру опери і балету) в Польщі, Нідерландах, Єгипті, Китаї, Південній Кореї, Мексиці, Японії та інших країнах.
З 2009 року знову в трупі Національного академічного Великого театру опери і балету Республіки Білорусь.

У 2012 році закінчила Академію російського балету імені А. Я. Ваганової у Санкт-Петербурзі (педагогічне відділення).

## Творчий вечір (2011)
5 квітня 2011 року в Національному академічному Великому театрі опери та балету відбувся творчий вечір Марини Вежновець і Юрія Ковальова. Крім партій, які дует танцює на сцені білоруського театру, були показані номери з сучасною хореографією. У концертній програмі були представлені класика і сучасна хореографія у їх виконанні (2-й акт балету «Жізель» А. Адана, варіації з балетів «Лебедине озеро» П. Чайковського, «Шехеразада» М. А. Римського-Корсакова, «Спартак» А. Хачатуряна, «Баядерка» і «Дон Кіхот» Л. Мінкуса, «Спляча красуня» П. Чайковського, одноактний балет «Болеро» М. Равеля, а також хореографічні номери у постановці Олени Кузьміної на музику сучасних композиторів.
У вечорі взяли участь запрошені артисти: зірки балету Санкт-Петербурга — прем'єр Маріїнського театру, заслужений артист Росії Ігор Колб, солістка Державного академічного театру балету під керівництвом Бориса Ейфмана, заслужена артистка Росії Олена Кузьміна, прима-балерина Санкт-Петербурзького театру балету Костянтина Тачкіна, лауреатка міжнародних конкурсів Ірина Колеснікова. У програмі вечора було заявлено кілька сучасних номерів, які дует підготував з Оленою Кузьміною (одним з наймодніших хореографів Петербурга, заслуженою артисткою Росії, провідною танцівницею театру Бориса Ейфмана).
Галерея творчого вечора (2011)

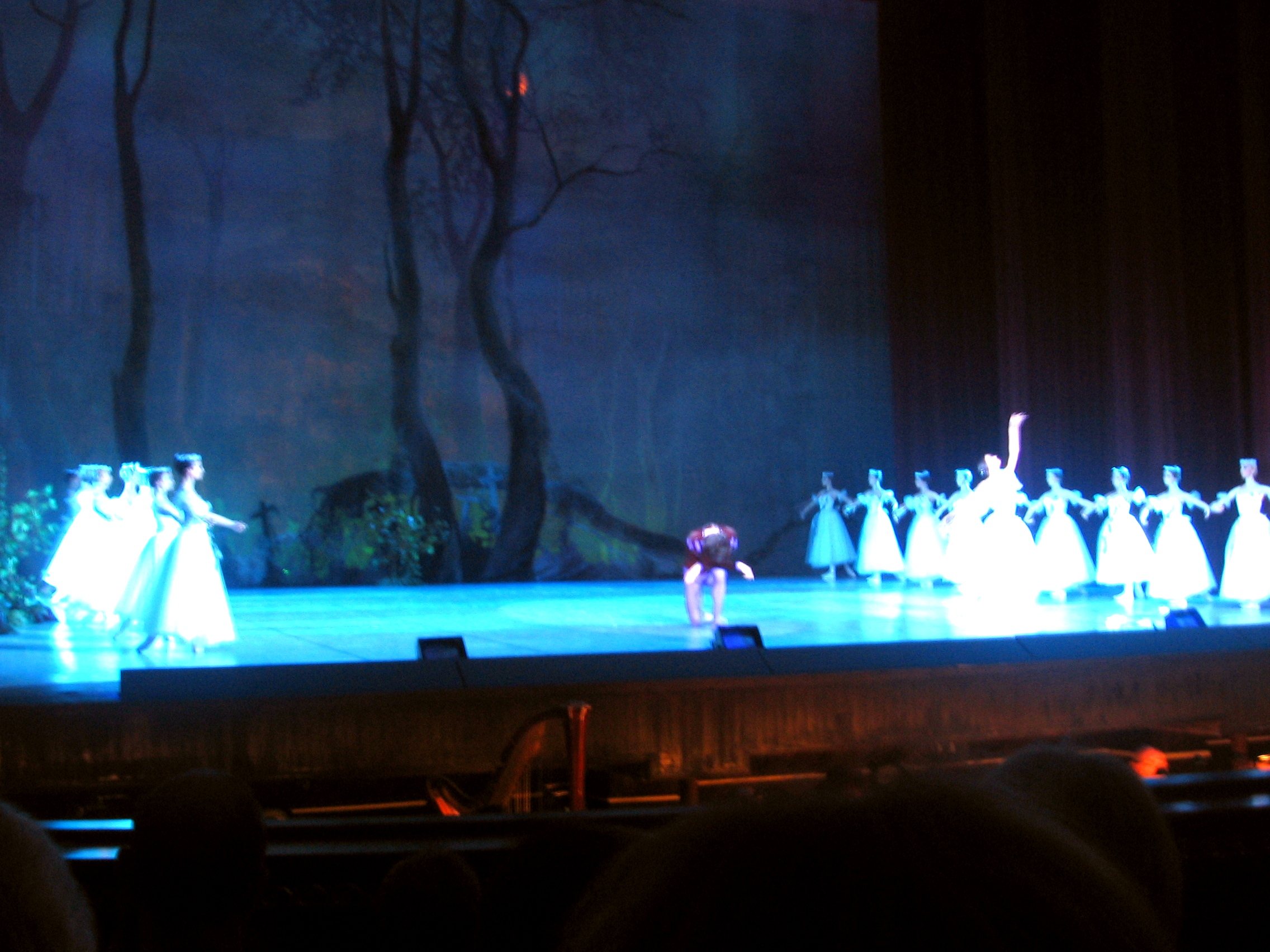
«Жізель»
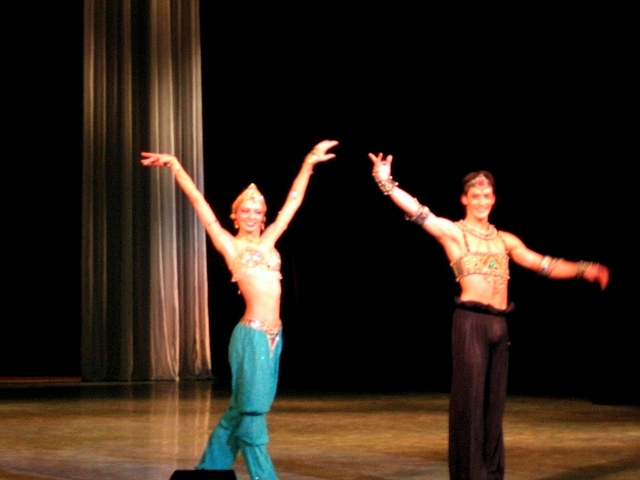
«Шехеразада» (М. Вежновец і Ю. Ковальов)
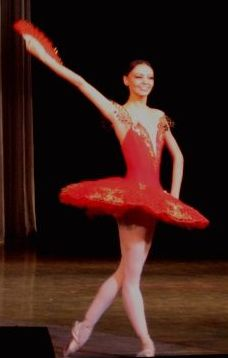
У ролі Кітрі, «Дон Кіхот»
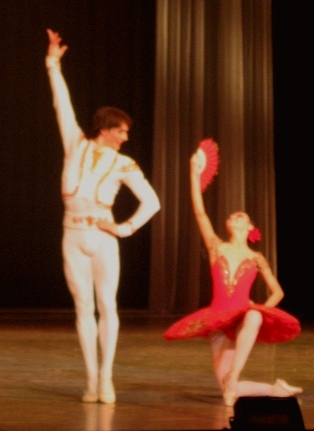
«Дон Кіхот» (М. Вежновец і Ю. Ковальов)
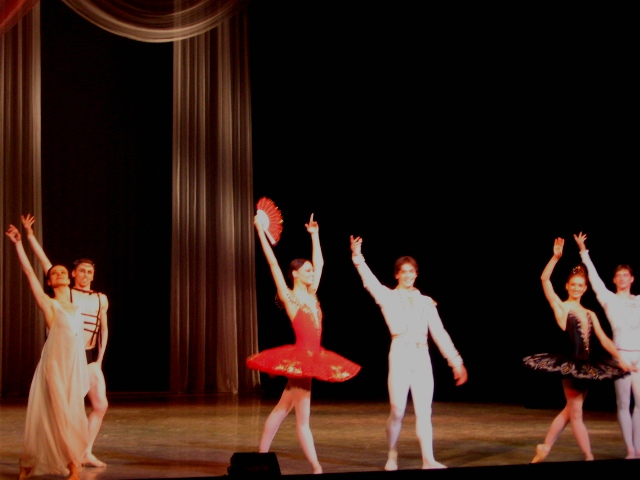
З друзями, зірками балету з Санкт-Петербурга
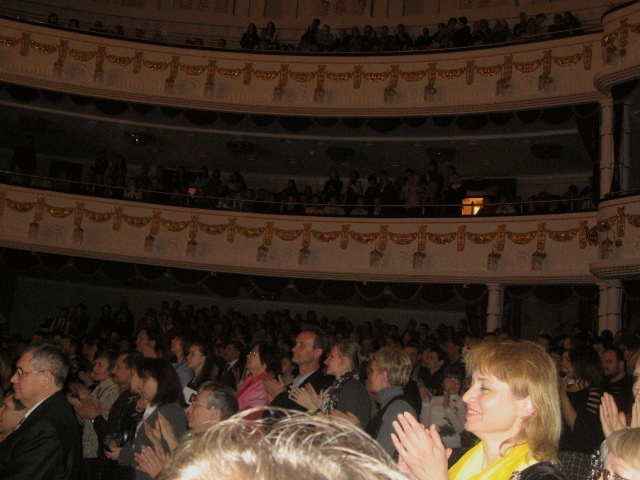
Весь зал аплодував стоячи
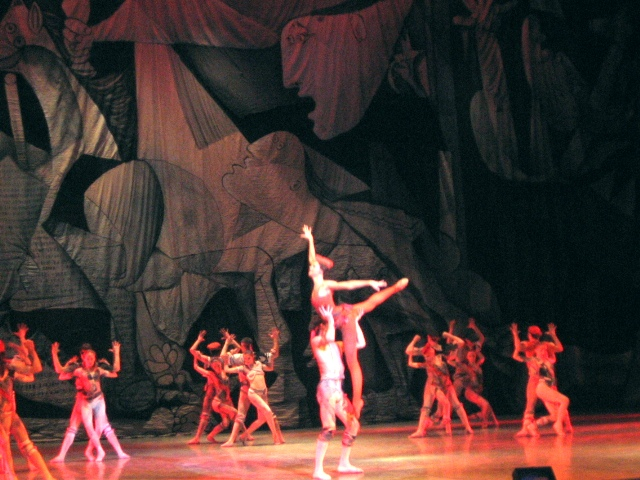
«Болеро»
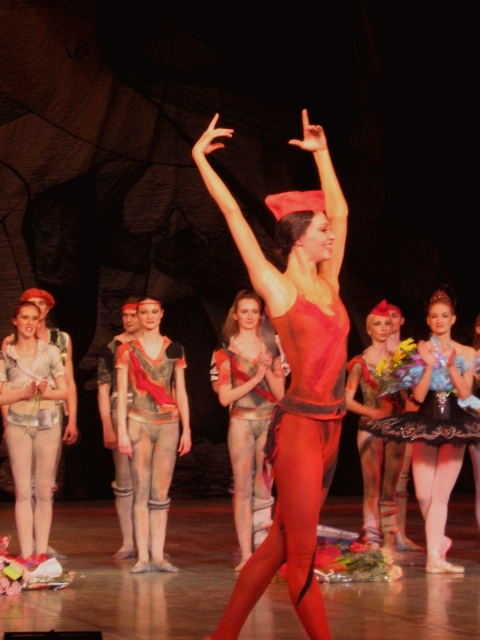
«Болеро»
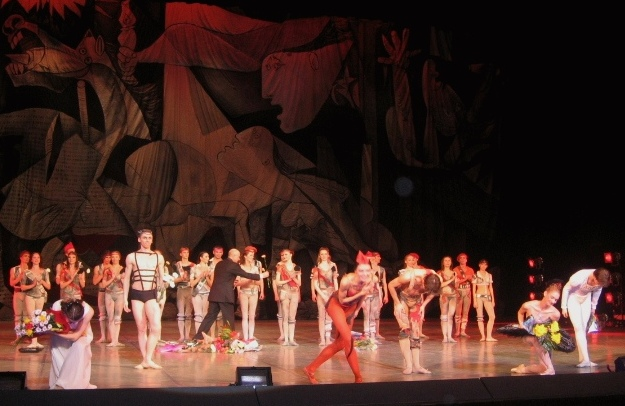
Уклін вдячним глядачам, квіти та привітання
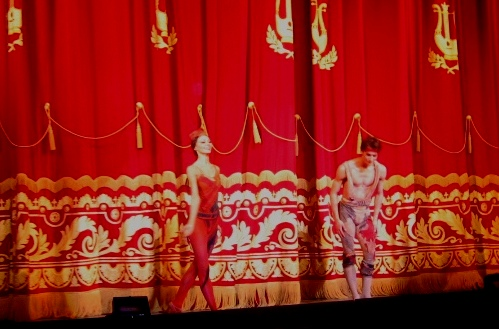
Прощання з глядачами

## Балетна школа Вежновець
У 2012 році рідні сестри Марина та Олена Вежновець відкрили приватну балетну школу. Мета занять школи є розвиток у дітей зовнішніх та артистичних даних, коригування фігури, навчання танцю (класичного і танцю-модерн). Крім цього школа займається підготовкою дітей до професійних балетних конкурсів і до вступу в хореографічні школи. Балетна школа Вежновець заснована в класичних традиціях балетного мистецтва і на особистому досвіді самої Марини Вежновець. Вихованці школи Вежновець виступають з балетними постановками на сценах Білоруської державної філармонії, Білоруського державного академічного музичного театру, в тому числі за участю знаменитих артистів Національного академічного Великого театру опери і балету Республіки Білорусь і зірок світового рівня — артистів Маріїнського театру (Санкт-Петербург). Серед відомих вихованців — Юркевич Анастасія, лауреат 2-го ступеня Міжнародного конкурсу-фестивалю дитячої та молодіжної творчості «Балтійське сузір'я — 2013», Санкт-Петербург (класичний танець (соло), категорія 10-12 років).

## Нагороди
Відповідно до Указом Президента Республіки Білорусь від 23. 11. 2011 № 535 за видатні творчі досягнення, високу професійну майстерність та заслуги у розвитку національної культури та мистецтва Марина Вежновець нагороджена медаллю Франциска Скорини.
4 серпня 2014 року, за високу професійну майстерність і видатні досягнення у розвитку культури, артистка Великого театру Білорусі Марина Вежновець Указом Президента Республіки Білорусь удостоєна звання «Заслужена артистка Республіки Білорусь».

## Глядачі і преса про Марину Вежновец
Марина Вежновец — справжня прима і просто красуня — очей не відірвати.
— Національний академічний Великий театр опери і балету (Відгуки)

Одна з найяскравіших балерин в трупі Великого театру балету Республіки Білорусь
— Журнал «Zебра Plus» № 3(16) 

Марина Вежновець — балерина вдумлива і прониклива, пристрасна і ніжна — привнесла на сцену динаміку сучасного життя…
— Газета «Минский курьер» (16.05.2008) 

## Репертуар Марини Вежновець
В її репертуарі:

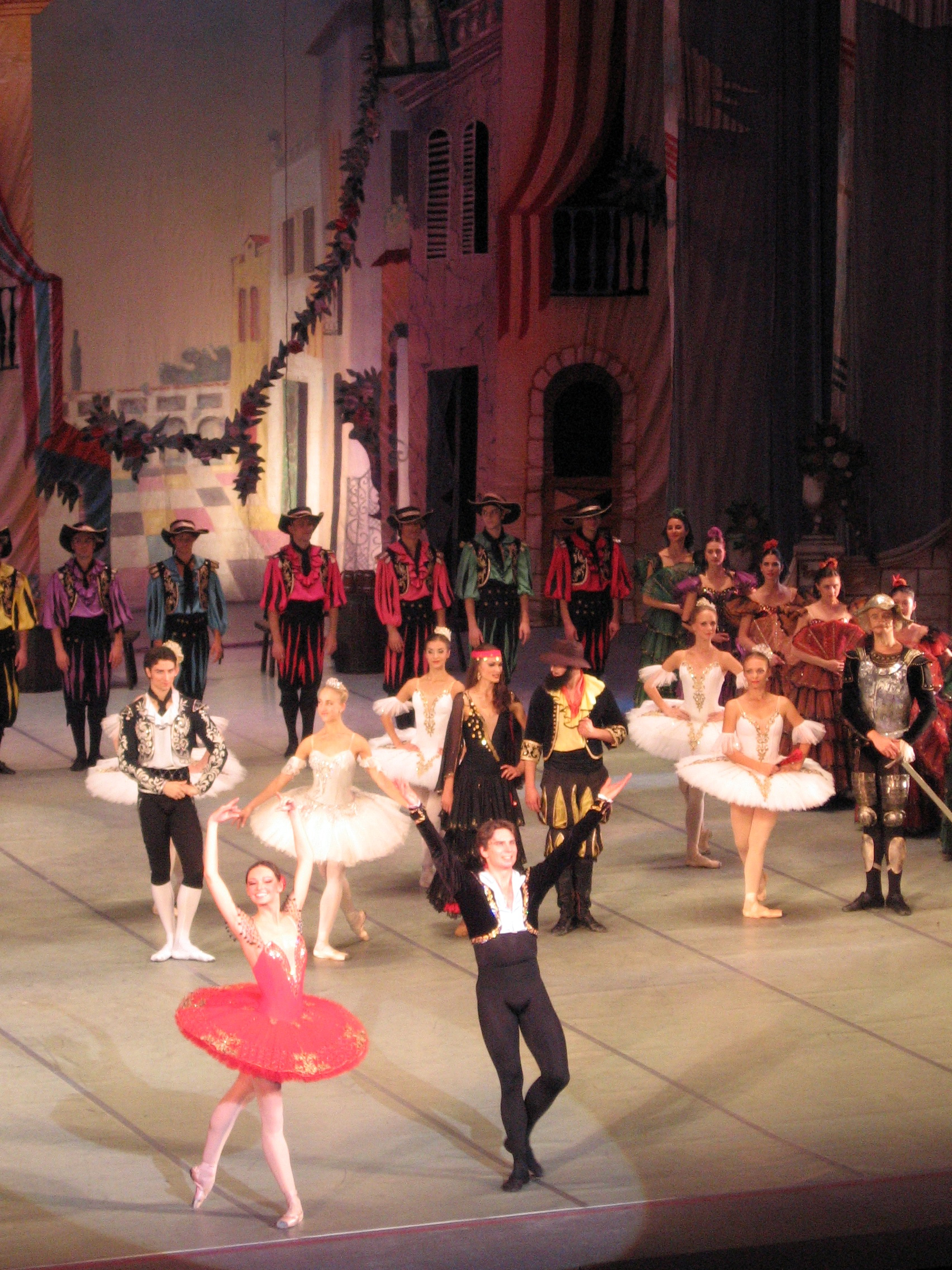
М. Вежновець в ролі Кітрі, балет «Дон Кіхот» (25.09.2011, Білоруський театр опери та балету)

- «Бахчисарайський фонтан» (Зарема),
- «Баядерка» (Нікія і Гамзатті),
- «Болеро»,
- «Дон Кіхот» (Кітрі, Дульцинея і Мерседес),
- «Жізель» (Жізель і Мірта),
- «Кармен-сюїта» (Кармен),
- «Карміна Бурана» (Блудниця),
- «Корсар» (Медора),
- «Лебедине озеро» (Одетта — Оділлія),
- «Макбет» (Леді Макбет),
- «Спляча красуня» (Аврора і Фея бузку),
- «Пристрасті» (Рогнеда і Ганна Багрянородна),
- «Шехеразада» (Зобеїда),
- «Лускунчик» (перський танець),
- «Есмеральда» (Есмеральда)[20].

## Відображення в мистецтві
У 2013 році художниця Оксана Аракчеєва написала портрет Марини Вежновець до ювілейного сезону Великого театру, в рамках циклу портретів провідних солістів білоруського балету. Портретні начерки Марини Вежновець художниця робила в Несвіжі, де на той час виступала балерина. Балерина представлена в образі дівчини з балету «Болеро».